# Manna Dey
Prabodh Chandra Dey, mer känd under sitt smeknamn Manna Dey (মান্না), född 1 maj 1919 i Calcutta, Västbengalen, död 24 oktober 2013 i Bangalore, Karnataka, var en indisk sångare och skådespelare som medverkade i filmer på bengali och hindi. Han tilldelades ett flertal utmärkelser. 

## Utmärkelser
Prabodh Chandra Dey har bland annat fått följande utmärkelser:
- 1969 National Film Award for Best Male Playback Singer för filmen Mere Huzur
- 1971 National Film Award for Best Male Playback Singer för filmen Nishi Padma
- 1971 Padma Shri-utmärkelsen av Indiens regering
- 1985 Lata Mangeshkar-utmärkelsen av regeringen i Madhya Pradesh

## Filmografi
- Tamanna (1942)
- Ramrajya (1943)
- Jwar Bhata (1944)
- Kavita (1944)
- Mahakavi Kalidas (1944)
- Vikramaditya (1945)
- Prabhu Ka Ghar (1946)
- Valmiki (1946)
- Geetgobind  (1947)
- Awaara (1951)
- Do Bigha Zamin (1953)
- Hamdard (1953)
- Parineeta' '(1953)
- Chitrangada (1953)
- Boot Polish (1954)
- Shree 420 (1955)
- seema (1955)
- chori chori (1956)
- Do Aankhen Barah Haath (1957)
- Kabuliwala (1961)
- Dil Hi To Hai (1963 film)(1963)
- Waqt (1965)
- Love in Tokyo (1966)
- Teesri Kasam (1966)
- Pyar Kiye Ja  (1966)
- Upkaar (1967)
- Raat Aur Din (1967)
- Aamne Samne (1967)
- Palki
- Nawab Sirajdoula
- Boond Jo Ban Gaya Moti (1967)
- Padosan (1968)
- Mere Huzoor (1968)
- Neel Kamal (1968)
- Ram aur Rahim (1968)
- Ek Phool Do Mali (1969)
- Chanda Aur Bijli (1969)
- Jyoti (1969)
- Mera Naam Joker (1970)
- Anand (1970)
- Johar Mehmood in Hong Kong (1971)
- Jane Anjane (1971)
- Lal Patthar (1971)
- Buddha Mil Gaya (1971)
- Paraya Dhan (1971)
- Reshma Aur Shera (1971)
- Chemmeen (Malayalam)
- Bawarchi (1972)
- Seeta Aur Geeta (1972)
- Shor (1972)
- Zindagi Zindagi (1972)
- Avishkaar (1973)
- Dil Ki Rahe (1973)
- Hindustan Ki Kasam (1973)
- Sampurna Ramayan (1973)
- Saudagar (1973)
- Zanjeer (1973)
- Bobby (1973)
- Resham ki Dori (1974)
- Us Paar (1974)
- Sholay (1975)
- Himalaya Se Ooncha (1975)
- Sanyasi (1975)
- Ponga Pandit (1975)
- Jai Santoshi Ma (1975)
- Das Mnambati (1976)
- Mehbooba (1976)
- Amar Akbar Anthony (1977)
- Anurodh (1977)
- Minoo (1977)
- Main Tulsi Tere Aangan Ki (1978)
- Satyam Shivam Sundaram (1978)
- Jurmana (1978)
- Abdullah (1980)
- Choro Ki Baraat
- Kranti
- Karz (1980)
- Laawaris (1981)
- Prahaar (1990)
- Guria (1997)
- Umar (2008)